# Forest Park (Géorgie)
Forest Park est une ville américaine située dans le Clayton dans l’État de Géorgie.

## Démographie
| 1910 | 1920 | 1930 | 1940 | 1950  | 1960   |
| ---- | ---- | ---- | ---- | ----- | ------ |
| 173  | 308  | 388  | 577  | 2 653 | 14 201 |

| 1970   | 1980   | 1990   | 2000   | 2010   | - |
| ------ | ------ | ------ | ------ | ------ | - |
| 19 994 | 18 782 | 16 925 | 21 447 | 18 468 | - |

## Traduction
- (en) Cet article est partiellement ou en totalité issu de l’article de Wikipédia en anglais intitulé « Forest Park, Georgia » (voir la liste des auteurs).